# Notre Dame (Oper)
Notre Dame ist eine spätromantische Oper in zwei Akten von Franz Schmidt. Das Libretto verfasste er selbst zusammen mit Leopold Wilk. Als Vorlage diente der Roman Der Glöckner von Notre-Dame von Victor Hugo. Die Uraufführung war am 1. April 1914 an der Wiener Hofoper durch Franz Schalk, nachdem die Aufführung der bereits in den Jahren 1903–06 entstandenen Oper durch Gustav Mahler und Felix Weingartner abgelehnt worden war.

## Handlung
Die Oper spielt in Paris zum Ende des 15. Jahrhunderts.

### Erster Akt
Es ist Karneval. Auf dem Grèveplatz versammeln sich Zigeuner. Sie legen einen Teppich aus, auf dem Esmeralda tanzen soll. Eine Gruppe aus dem Volk schickt sich an, einen Narrenpapst zu wählen. Als Kandidat wird jemand gesucht, der gut Grimassen schneiden kann. Die Wahl fällt auf Quasimodo, den Glöckner, dessen Äußeres durch mehrere Behinderungen stark entstellt ist. Als der Archidiakonus Claude Frollo, ein hoher Geistlicher der Kathedrale Notre Dame, seinen Schützling sucht, entdeckt er ihn im Narrenkleid, wie er von einer schreienden Menschenmenge übel traktiert wird. Esmeralda erbarmt sich seiner und rettet ihn. Daraufhin verbietet der Archidiakonus für die Zukunft jegliches Karnevalstreiben.
Gringoire, Dichter und Philosoph, hatte sich einst in den „Wunderhof“ verirrt, in den normalerweise nur Bettler, Zigeuner und Diebe Zutritt haben. Zur Strafe sollte er getötet werden, es sei denn, es fände sich eine Frau, die ihn zum Ehemann nähme. Auch hier war es Esmeralda, die ihm das Leben rettete, indem sie ihn zum Schein heiratete. Gringoire belauscht seine Frau Esmeralda, wie sie mit dem Gardeoffizier Phoebus ein Stelldichein auf die kommende Nacht verabredet. Er kocht vor Wut. Da taucht plötzlich sein ehemaliger Lehrer, der Archidiakonus, auf, der ebenfalls Esmeralda begehrt, obwohl ihn sein kirchliches Gelübde eigentlich daran hindern müsste. Auch er hat das Gespräch gehört und empfiehlt nun Gringoire, Esmeralda nicht aus den Augen zu lassen. Vielleicht lässt sich so das Stelldichein verhindern.
Es gelingt Gringoire, sich in das Haus einzuschleichen, in dem das Schäferstündchen stattfinden soll. Als sich Phoebus und Esmeralda gegenseitig ihre Liebe gestehen, verlässt Gringoire, unerkannt von Esmeralda, sein Versteck. Er stürzt mit einem Messer auf Phoebus zu und sticht auf ihn ein. Um seiner Gefangennahme zu entgehen, springt er durchs Fenster in den Fluss.

### Zweiter Akt
Esmeralda wurde als vermeintliche Mörderin Phoebus’ verhaftet. Claude Frollo besucht sie im Kerker und erklärt ihr, dass der Gardeoffizier das Attentat überlebt habe. Diese Kunde weckt bei Esmeralda wieder die Lebensgeister. Plötzlich überkommt den Priester ein so heißes Verlangen nach Esmeralda, dass er sich vor sich selbst zu fürchten beginnt. Er glaubt jetzt, Esmeralda sei eine Hexe und habe ihn verzaubert. Er hält es nicht mehr bei ihr aus und verlässt in Rage das Gefängnis.
Auf dem Platz vor der Kathedrale gibt Claude Frollo Esmeralda in die Hände der Inquisition. Die Zigeunerin soll hingerichtet werden. Bevor jedoch der Henker seine Aufgabe erfüllen kann, wird Esmeralda in einem Handstreich von Quasimodo in die Kirche „entführt“. Vom Turm aus gibt er der Menschenmenge zu erkennen, er habe dem Mädchen Asyl gewährt. Zwar glaubt Quasimodo, dass Esmeralda nun für immer gerettet sei, doch hat er dabei seinen einstigen Wohltäter Frollo gewaltig unterschätzt. Dieser erreicht in seinem Fanatismus, dass der König das Kirchenasylrecht für beendet erklärt.
Als Esmeralda zum Richtplatz geführt wird, wird dem Archidiakonus bewusst, dass er Unrecht getan hat. Zu einer Umkehr ist es nun aber zu spät. Um seinen inneren Frieden zu finden, opfert er die Unschuldige.
Quasimodos Ehrfurcht vor seinem früheren Wohltäter Frollo ist in bitteren Hass umgeschlagen. Er packt ihn und schleudert ihn von der Plattform aus in die Tiefe. Weil er in seinem Leben jeglichen Sinn verwirkt sieht, will er nun auch den Tod suchen. Zuvor jedoch lässt er nochmals seine geliebten Glocken erschallen.

## Bedeutung, Rezeption und Diskographie
Notre Dame war Schmidts größter Erfolg. Während die opulente Musik wenig Kritik fand und Hugo von Hofmannsthal die gute Textverständlichkeit des Gesanges in einem Brief an Richard Strauss als modellhaft pries, bezeichnete er darin das Libretto, das Schmidt selbst mit dem hauptberuflichen Ingenieur und Chemiker Wilk verfasst hatte, als „absurd“ und „albern“. Das Werk hatte eine gewisse Popularität an der Wiener Hofoper vor und der Wiener Volksoper nach dem Krieg mit mehreren Dutzend Aufführungen. 
Außerhalb von Wien wurde das Werk dagegen nur sporadisch gespielt, etwa 2010 an der Semperoper Dresden (zunächst durch GMD Fabio Luisi geplant, nach dessen Weggang unter der Leitung von Gerd Albrecht) und konzertant in der Carnegie Hall 2012 mit dem American Symphony Orchestra unter Leon Botstein. Die St. Galler Festspiele brachten die Oper 2021 als Freiluft-Produktion zur Aufführung.
1949 nahm das gerade neu gegründete Symphonieorchester des Bayerischen Rundfunks das Werk mit Hans Hopf, Hilde Scheppan, Karl Ostertag und Max Proebstl unter der Leitung von Hans Altmann auf (später auf CD veröffentlicht). Ein Mitschnitt aus der Wiener Volksoper von 1975 mit Julia Migenes, Josef Hopferwieser, Walter Berry und Ernst Gutstein unter der Leitung von Wolfgang Schneiderhan wurde auf LP veröffentlicht. 1988 entstand eine Studioaufnahme durch den Rias Berlin in Zusammenarbeit mit dem Label Capriccio mit Gwyneth Jones, Kurt Moll, Horst Laubenthal, James King und dem Radio-Symphonie-Orchester Berlin unter der Leitung von Christof Prick.
Bekannt geblieben ist das noch heute oft in Wunschkonzerten verlangte Zwischenspiel (Intermezzo) aus dem 1. Akt (zwischen zweiter und dritter Szene).